# 오야마 교헤이
오야마 교헤이(일본어: 大山 恭平, 1989년 5월 22일 ~ )는 일본의 전 축구 선수이다.

## 구단 경력
과거 아비스파 후쿠오카, 레노파 야마구치 FC에서 활동하였다.